# Остеотомія

Деформація стегна, при якій кут між комплексом голівки стегна і тілом стегна менше мінімального значення, яке вважається нормальним і становить 120—126 градусів.

Зліва направо: нормальна нога, genu vara, остеотомія великогомілкової кістки

Остеотомі́я (лат. osteotomia, від дав.-гр. ὀστέον — «кістка» + τέμνω — «ріжу») — хірургічна операція, при якій кістка розрізається, щоб її скоротити або подовжити або змінити положення її частин відносно осі, вирівняти. Іноді її виконують для виправлення hallux valgus чи для випрямлення кістки, яка криво загоїлася після перелому. Остеотомія також використовується для корекції деформації стегна (coxa vara), дефектів вальгусної деформації (Genu Valgum) та варусної деформації (Genu Varum). Операція виконується під загальним наркозом.
Остеотомія — один із способів зняття болю від артриту, особливо стегна та коліна. Виконується встановленням в нормальне положення суглобів у пацієнтів старшого віку.
Через серйозний характер цієї процедури одужання може бути далекосяжним. Ретельна консультація з лікарем важлива для забезпечення належного планування на етапі одужання. Існують засоби для допомоги пацієнтам, які одужують, які можуть мати особливі вимоги, і включають: постільні речі, милиці, ріжок для взуття з довгою ручкою, спеціалізовані ходунки та інвалідні візки, тощо.